# Gonionchus heipi
Gonionchus heipi is een rondwormensoort uit de familie van de Xyalidae. De wetenschappelijke naam van de soort is voor het eerst geldig gepubliceerd in 1986 door Vincx.